# Upłaz
Upłaz (polnisch) ist ein simsartiger Gebirgskamm auf King George Island im Archipel der Südlichen Shetlandinseln. Er ragt westlich der Arctowski-Station am Ufer der Admiralty Bay auf.
Polnische Wissenschaftler benannten ihn 1980. Namensgebend sind entsprechende Formationen in der polnischen Tatra.